# Mittlere Schwäbische Alb
Das Gebiet Mittlere Schwäbische Alb ist ein 2007 eingerichtetes und mit Verordnung vom 5. Februar 2010 durch das Ministerium für Ernährung und Ländlichen Raum festgelegtes Europäisches Vogelschutzgebiet (Schutzgebietskennung DE-7422-441) in Teilen der baden-württembergischen Landkreise Esslingen, Göppingen, Reutlingen, Tübingen, des Alb-Donau-Kreises sowie des Zollernalbkreises in Deutschland.

## Beschreibung
Beschrieben wird das Gebiet Mittlere Schwäbische Alb als „vielfältige Kultur- und Naturlandschaft mit extensiv genutzten Feld- und Waldlandschaften, halboffenen Wacholder-Heide- und Steinriegel-Heckenlandschaften, Buchen-, Steppenheide- und Steilhangwäldern, Weißjura-Felsgürteln und Streuobstwiesen“.

### Lebensraumklassen
|                                                                 |                                                                 |  |      |      |
| Nicht-Waldgebiete mit hölzernen Pflanzen, Gestrüpp usw.         | Nicht-Waldgebiete mit hölzernen Pflanzen, Gestrüpp usw.         |  | 3 %  | 3 %  |
| Laubwald                                                        | Laubwald                                                        |  | 8 %  | 8 %  |
| Mischwald                                                       | Mischwald                                                       |  | 57 % | 57 % |
| Nadelwald                                                       | Nadelwald                                                       |  | 1 %  | 1 %  |
| Melioriertes Grünland, Trockenrasen, Heide, Gestrüpp            | Melioriertes Grünland, Trockenrasen, Heide, Gestrüpp            |  | 24 % | 24 % |
| Binnenlandfelsen, Geröll- und Schutthalden, Sandflächen         | Binnenlandfelsen, Geröll- und Schutthalden, Sandflächen         |  | 1 %  | 1 %  |
| Anderes Ackerland                                               | Anderes Ackerland                                               |  | 5 %  | 5 %  |
| Sonstiges (Städte, Straßen, Deponien, Gruben, Industriegebiete) | Sonstiges (Städte, Straßen, Deponien, Gruben, Industriegebiete) |  | 1 %  | 1 %  |
|                                                                 |                                                                 |  |      |      |

## Lage
Das rund 39.597 Hektar (ha) große Vogelschutzgebiet Mittlere Schwäbische Alb verteilt sich auf 16 Städte, 34 Gemeinden und ein gemeindefreies Gebiet in den fünf Landkreisen
- Alb-Donau-Kreis (154,7 ha)
  - Gemeinden Heroldstatt (57,02 ha) und Westernheim
  - Städte Laichingen (64,50 ha) und Schelklingen (33,14 ha)
- Esslingen (5.804,5 ha)
  - Gemeinden Beuren (197,91 ha), Bissingen an der Teck (737,86 ha), Erkenbrechtsweiler (552,54 ha), Kohlberg (19,01 ha), Lenningen (2.446,71 ha), Neidlingen (577,88 ha),
  - Städte Neuffen (434,14 ha), Owen (183,77 ha) und Weilheim an der Teck (654,70 ha)
- Göppingen (12.642,5 ha)
  - Gemeinden Aichelberg (97,17 ha), Bad Boll (368,25 ha), Bad Ditzenbach (1.396,95 ha), Bad Überkingen (1.997,60 ha), Böhmenkirch (381,28 ha), Deggingen (1.664,79 ha), Dürnau (133,28 ha), Eschenbach (51,91 ha), Gammelshausen (89,33 ha), Gingen an der Fils (259,76 ha), Gruibingen (2.037,48 ha), Heiningen (214,78 ha), Kuchen (312,50 ha), Mühlhausen im Täle (243,09 ha), Schlat (290,68 ha) und Zell unter Aichelberg (0,48 ha)
  - Städte Donzdorf (3,00 ha), Geislingen an der Steige (1.300,30 ha), Göppingen (7,56 ha), Süßen (327,55 ha) und Wiesensteig (1.464,70 ha)
- Reutlingen (18.988,2 ha)
  - Gemeinden Dettingen an der Erms (593,37 ha), Engstingen (218,14 ha), Eningen unter Achalm (1.012,26 ha), Grabenstetten (1.074,43 ha), Hülben (481,78 ha), Lichtenstein (1.815,57 ha), Münsingen (179,42 ha), Römerstein (121,09 ha), St. Johann (268,47 ha) und Sonnenbühl (1.430,10 ha)
  - Gemeindefreies Gebiet Gutsbezirk Münsingen (6.120,43 ha)
  - Städte Bad Urach (3.111,59 ha), Metzingen (371,98 ha), Pfullingen (1.391,53 ha) und Reutlingen (798,00 ha)
- Tübingen (1.696,8 ha)
  - Große Kreisstadt Mössingen (1.696,8 ha)
- Zollernalbkreis[2] (310,6 ha)
  - Stadt Burladingen (310,60 ha)

## Schutzzweck
Die gebietsbezogenen Erhaltungsziele sind je nach Art unterschiedlich beschrieben:

### Baumfalke(Falco subbuteo)

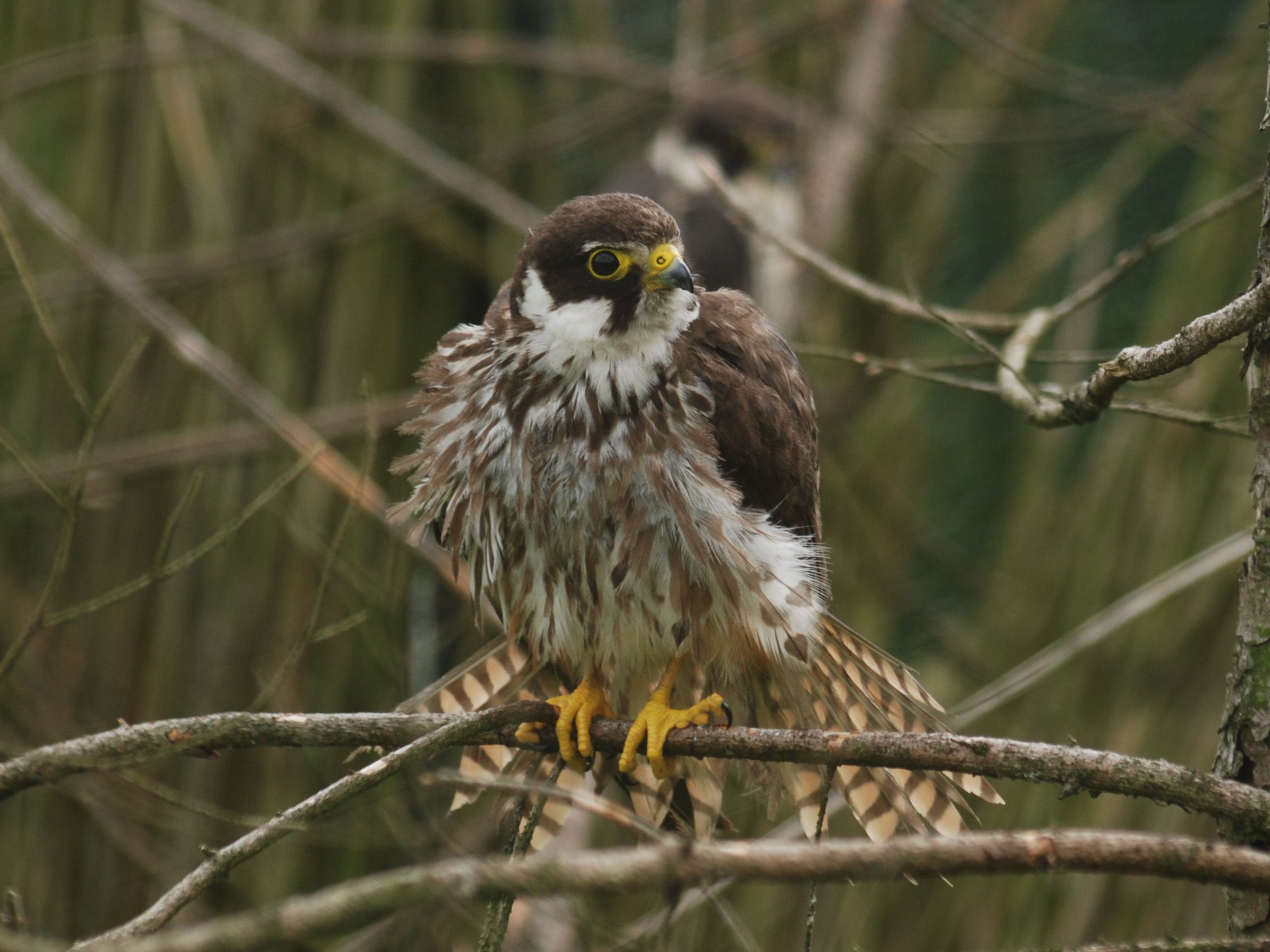
Baumfalke

Erhaltung von lichten Wäldern mit angrenzenden offenen Landschaften, von Altbäumen und Altholzinseln, von Überhältern, von Feldgehölzen oder Baumgruppen in Feldfluren oder entlang von Gewässern, von extensiv genutztem Grünland, von Gewässern mit strukturreichen Uferbereichen und Verlandungszonen, von Nistgelegenheiten wie Krähennester, des Nahrungsangebots, insbesondere mit Kleinvögeln und Großinsekten sowie störungsfreier oder zumindest störungsarmer Fortpflanzungsstätten während der Fortpflanzungszeit vom 15. April bis zum 15. September.

### Berglaubsänger(Phylloscopus bonelli)
Erhaltung von lichten, stufig aufgebauten Waldbeständen an warmen, südexponierten, steil abfallenden Hängen mit Felspartien sowie Steinschutthalden oder Erosionsstellen mit spärlicher Strauchschicht und reichlicher Krautschicht, der Steppenheidegebiete mit spärlichem Baumbestand, wechselnder Strauchschicht und geschlossener Kurzrasendecke sowie störungsfreier oder zumindest störungsarmer Fortpflanzungsstätten während der Fortpflanzungszeit zwischen dem 15. April und dem 15. August.

### Braunkehlchen(Saxicola rubetra)

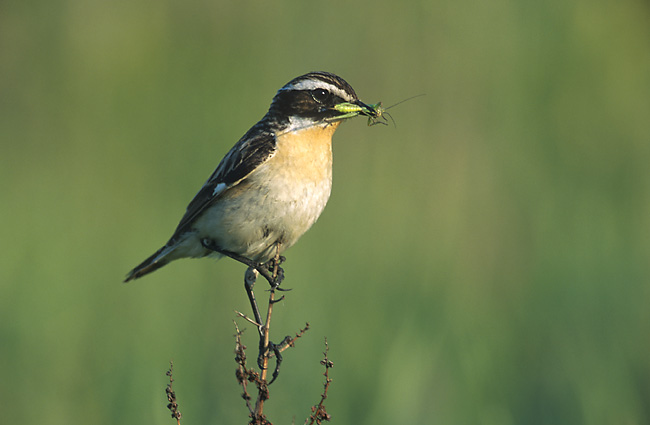
Braunkehlchen

Erhaltung von überwiegend spät gemähten extensiv bewirtschafteten Grünlandkomplexen, von Großseggenrieden, Mooren und Heiden, von Saumstreifen wie Weg- und Feldraine sowie Rand-, Altgrasstreifen, Brachen und gehölzfreien Böschungen, von vereinzelten Büschen, Hochstauden, Steinhaufen und anderen als Jagd-, Sitz- und Singwarten geeigneten Strukturen, von Sekundärlebensräumen wie aufgelassene Abbaustätten mit vorgenannten Lebensstätten, des Nahrungsangebots sowie störungsfreier oder zumindest störungsarmer Fortpflanzungsstätten während der Fortpflanzungszeit vom 1. Mai bis zum 31. August.

### Grauammer(Emberiza calandra)
Erhaltung von Grünlandgebieten und reich strukturierten Feldfluren, von Brachen, Ackerrandstreifen sowie Gras- und Staudensäumen, von Gras- und Erdwegen, von Feldhecken, solitären Bäumen und Sträuchern, Erhaltung des Nahrungsangebots, insbesondere mit Insekten als Nestlingsnahrung sowie Wildkrautsämereien sowie Erhaltung störungsfreier oder zumindest störungsarmer Fortpflanzungsstätten während der Fortpflanzungszeit (15. April bis 31. August).

### Grauspecht(Picus canus)
Erhaltung von reich strukturierten lichten Laub- und Laubmischwäldern mit Offenflächen zur Nahrungsaufnahme, von Auenwäldern, von extensiv bewirtschafteten Streuobstwiesen, Erhaltung der Magerrasen, mageren Mähwiesen oder Viehweiden, Erhaltung von Randstreifen, Rainen, Böschungen und gesäumten gestuften Waldrändern, von Altbäumen und Altholzinseln, von Totholz, insbesondere von stehendem Totholz, Erhaltung der Bäume mit Großhöhlen sowie des Nahrungsangebots.

### Halsbandschnäpper(Ficedula albicollis)
Erhaltung von extensiv bewirtschafteten Streuobstwiesen mit hohem Kernobstanteil, von lichten Laub- und Auenwäldern, von Altbäumen und Altholzinseln, von Bäumen mit Höhlen sowie die Erhaltung des Nahrungsangebots, insbesondere mit Insekten.

### Heidelerche(Lullula arborea)
Erhaltung der großflächigen Mager- und Trockenrasen sowie Heiden, Erhaltung von größeren Waldlichtungen, von Borstgrasrasen und Flügelginsterheiden, von trockenen, sonnigen, vegetationsarmen bzw. -freien Stellen, Erhaltung einer lückigen und lichten Vegetationsstruktur mit vereinzelten Büschen und Bäumen, Erhaltung von Rand- und Saumstrukturen sowie Brachland, von Sekundärlebensräumen wie aufgelassene Sand- und Kiesgruben mit flächigen Rohbodenstandorten, Erhaltung des Nahrungsangebots, insbesondere mit Insekten im Sommerhalbjahr sowie Erhaltung störungsfreier oder zumindest störungsarmer Fortpflanzungsstätten während der Fortpflanzungszeit im Zeitraum vom 15. Februar bis zum 15. August.

### Hohltaube(Columba oenas)

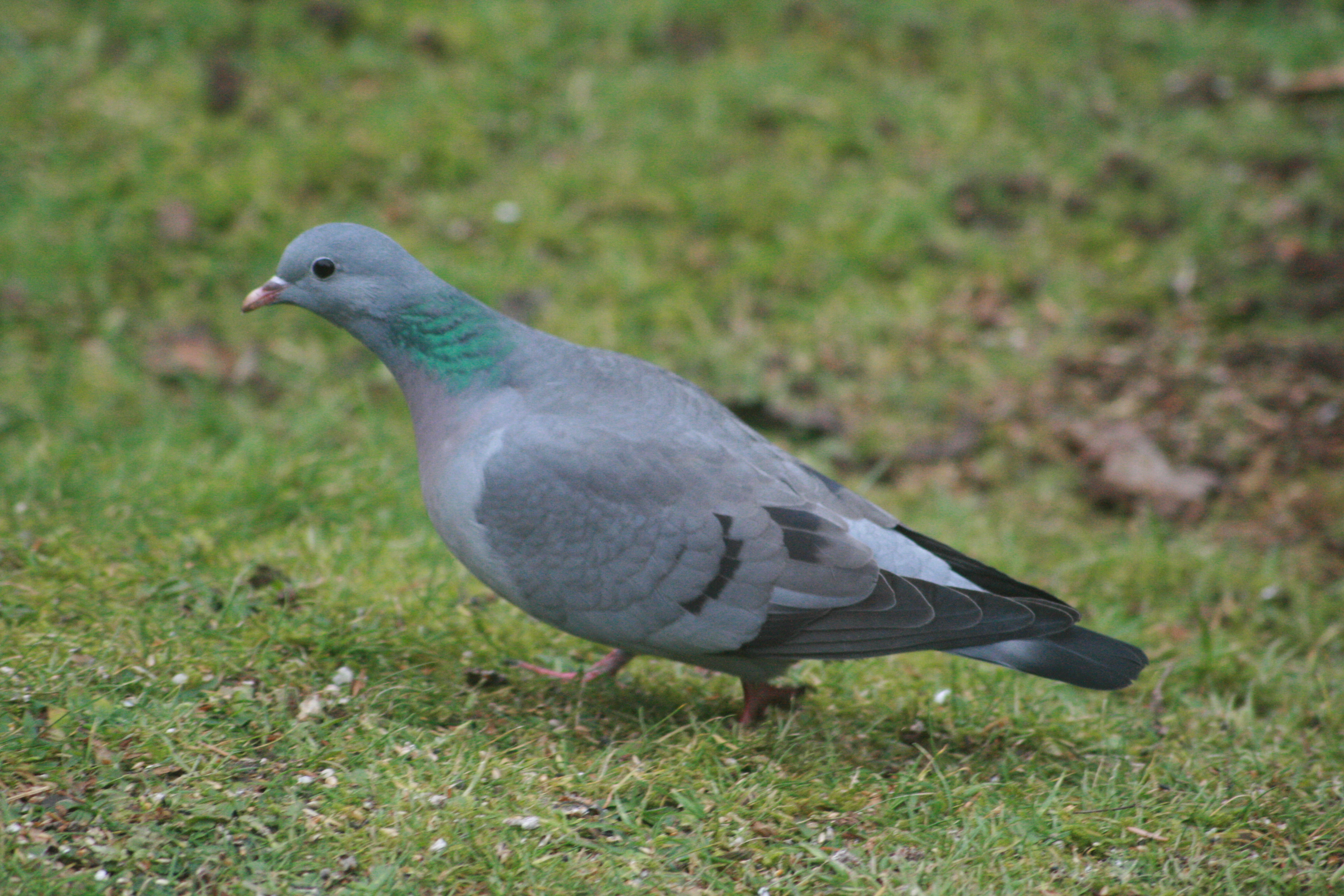
Hohltaube

Erhaltung von Laub- und Laubmischwäldern, von Altbäumen und Altholzinseln, von Bäumen mit Großhöhlen sowie Grünlandgebieten und extensiv genutzten Feldfluren mit Brachen, Ackerrandstreifen sowie wildkrautreichen Grassäumen.

### Krickente(Anas crecca)
Erhaltung der eutrophen vegetationsreichen Flachwasserseen, Kleingewässer, Altwässer und von Wasser führenden Feuchtwiesengräben, der langsam fließenden Gewässer mit Flachwasserzonen, der vegetationsreichen Moorseen, der Verlandungsbereiche mit Röhrichten, Seggenrieden, wasserständigen Gehölzen, Schlickflächen und Flachwasserzonen, Erhaltung von Sekundärlebensräumen wie aufgelassene Abbaustätten mit vorgenannten Lebensstätten sowie Erhaltung störungsfreier oder zumindest störungsarmer Fortpflanzungs- bzw. Mauserstätten während der Brut- und Aufzuchtszeit (15. März bis 31. August) sowie der Mauser (1. Juli bis 30. September).

### Mittelspecht(Dendrocopos medius)
Erhaltung von Laub- und Laubmischwäldern, insbesondere mit Eichenanteilen, von Auen- und Erlenwäldern, von extensiv bewirtschafteten Streuobstwiesen, von Altbäumen und Altholzinseln, von stehendem Totholz sowie Bäumen mit Höhlen.

### Neuntöter(Lanius collurio)
Erhaltung von extensiv bewirtschafteten Streuobst-, Grünland- und Heidegebieten, von Nieder- und Mittelhecken aus standortheimischen Arten, insbesondere dorn- oder stachelbewehrte Gehölze, Erhaltung der Streuwiesen und offenen Moorränder, Erhaltung von Einzelbäumen und Büschen in der offenen Landschaft, von Feldrainen, Graswegen, Ruderal-, Staudenfluren und Brachen, Acker- und Wiesenrandstreifen, von Sekundärlebensräumen wie aufgelassene Abbaustätten mit vorgenannten Lebensstätten sowie Erhaltung des Nahrungsangebots, insbesondere mit größeren Insekten.

### Nördlicher Raubwürger(Lanius excubitor)

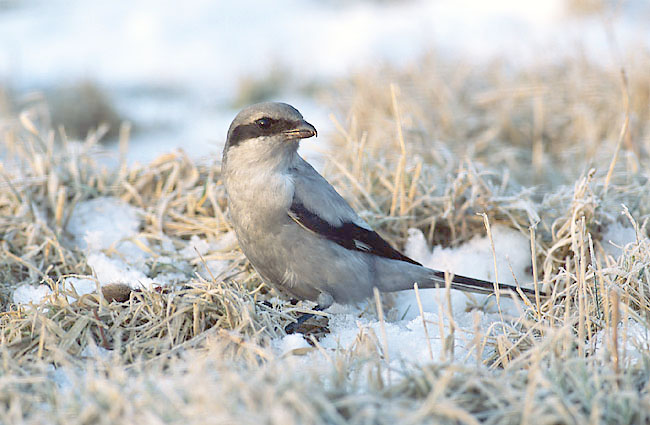
Nördlicher Raubwürger

Erhaltung von ausgedehnten extensiv bewirtschafteten Streuobstwiesen mit zahlreichen Büschen, von Heckengebieten mit den dortigen Kleinstrukturen wie Steinriegelhecken, kleinflächige Brachen, sumpfige Senken, Einzelbüsche und -bäume, unbefestigte Feldwege, Erhaltung der beweideten Wacholderheiden mit Busch- und Baumgruppen, Erhaltung von magerem Grünland, von Ödland- und Bracheflächen sowie Saumstreifen, Erhaltung der Moore mit Büschen und Bruchwaldinseln, der quelligen Stellen und sumpfigen Senken, Erhaltung von unzerschnittenen Landschaften, insbesondere ohne befestigte Wege und Straßen, Erhaltung des Nahrungsangebots, insbesondere mit Kleinsäugern und Großinsekten sowie Erhaltung störungsfreier oder zumindest störungsarmer Fortpflanzungsstätten während der Fortpflanzungszeit vom 15. Februar bis zum 15. Juli.

### Raufußkauz(Aegolius funereus)
Erhaltung von strukturreichen und großflächigen Nadel- oder Mischwäldern, insbesondere buchenreichen Nadelmischwäldern, von Mosaiken aus lichten Altholzbeständen und Lichtungen sowie Stangenholz- und Dickungsbereichen, von stehendem Totholz mit großem Stammdurchmesser, Erhaltung der Bäume mit Großhöhlen sowie Erhaltung störungsfreier oder zumindest störungsarmer Fortpflanzungsstätten während der Fortpflanzungszeit vom 1. März bis zum 1. August.

### Rotmilan(Milvus milvus)

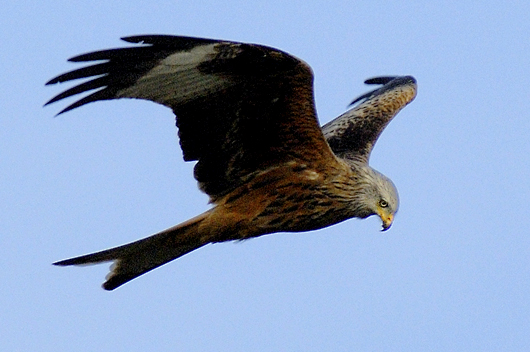
Rotmilan

Erhaltung von vielfältig strukturierten Kulturlandschaften mit lichten Waldbeständen, von Feldgehölzen, großen Einzelbäumen und Baumreihen in der offenen Landschaft, von Grünland, von Altholzinseln und alten, großkronigen Bäumen mit freier Anflugmöglichkeit, Erhaltung der Bäume mit Horsten, der Lebensräume ohne Gefahrenquellen wie nicht vogelsichere Freileitungen und Windkraftanlagen sowie die Erhaltung störungsfreier oder zumindest störungsarmer Fortpflanzungsstätten während der Fortpflanzungszeit vom 1. März bis zum 31. August.

### Schwarzmilan(Milvus migrans)
Erhaltung von vielfältig strukturierten Kulturlandschaften, von lichten Waldbeständen, insbesondere Auenwäldern, von Feldgehölzen, großen Einzelbäumen und Baumreihen in der offenen Landschaft, Grünland, Altholzinseln und alten, großkronigen Bäumen mit freier Anflugmöglichkeit, insbesondere in Waldrandnähe, Erhaltung der naturnahen Fließ- und Stillgewässer, Erhaltung der Bäume mit Horsten, der Lebensräume ohne Gefahrenquellen wie nicht vogelsichere Freileitungen und Windkraftanlagen sowie Erhaltung störungsfreier oder zumindest störungsarmer Fortpflanzungsstätten während der Fortpflanzungszeit vom 1. März bis zum 15. August.

### Schwarzspecht(Dryocopus martius)
Erhaltung von ausgedehnten Wäldern, Altbäumen und Altholzinseln, Totholz, Erhaltung der Bäume mit Großhöhlen sowie des Nahrungsangebots, insbesondere mit Ameisen.

### Sperlingskauz(Glaucidium passerinum)
Erhaltung von strukturreichen und großflächigen Nadel- oder Mischwäldern, von Mosaiken aus lichten Altholzbeständen und Lichtungen sowie Stangenholz- und Dickungsbereichen, von Altbäumen und Altholzinseln, von Bäumen mit Höhlen, von stehendem Totholz sowie Erhaltung der natürlichen oder naturnahen Gewässer wie Bächen und Erhaltung der Moore.

### Steinschmätzer(Oenanthe oenanthe)

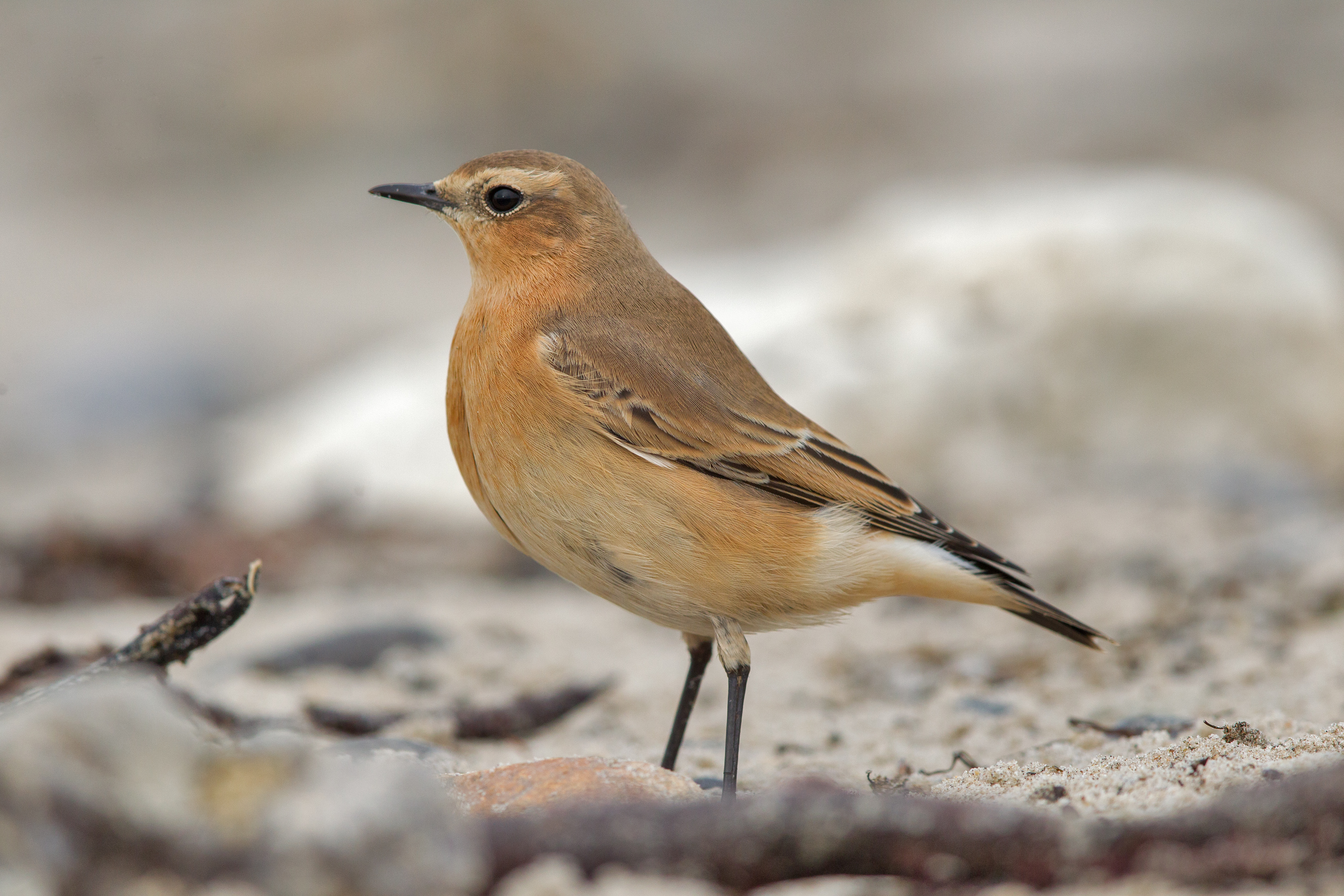
Steinschmätzer

Erhaltung von extensiv genutzten Wiesen- und Ackergebieten mit Lesesteinhaufen oder -riegeln und Viehweiden, insbesondere Schafweiden, Erhaltung der Heidegebiete, Erhaltung von vegetationsfreien oder -armen Flächen, von Sekundärlebensräumen wie aufgelassene Abbaustätten mit vorgenannten Lebensstätten, Erhaltung des Nahrungsangebots, insbesondere mit Insekten sowie Erhaltung störungsfreier oder zumindest störungsarmer Fortpflanzungsstätten während der Fortpflanzungszeit zwischen dem 15. April bis zum 15. August.

### Uhu(Bubo bubo)
Erhaltung der offenen Felswände und von Steinbrüchen jeweils mit Höhlen, Nischen und Felsbändern, Erhaltung von reich strukturierten Kulturlandschaften im Umfeld von vorgenannten Lebensstätten, von offenem Wiesengelände mit Heckenstreifen, Erhaltung der Lebensräume ohne Gefahrenquellen wie nicht vogelsichere Freileitungen und Windkraftanlagen sowie störungsfreier oder zumindest störungsarmer Fortpflanzungs- und Ruhestätten.

### Wachtel(Coturnix coturnix)
Erhaltung einer reich strukturierten Kulturlandschaft, Erhaltung von vielfältig genutztem Ackerland, extensiv genutztem Grünland, insbesondere von magerem Grünland mit lückiger Vegetationsstruktur und hohem Kräuteranteil, von Gelände-Kleinformen mit lichtem Pflanzenwuchs wie Zwickel, staunasse Kleinsenken, Dolinen-Einbrüche, quellige Flecken, Kleinmulden, Steinfelder, Magerrasen-Flecken und Steinriegel, von wildkrautreichen Ackerrandstreifen und kleineren Brachen, Gras-, Röhricht- und Staudensäumen sowie Erhaltung des Nahrungsangebots, insbesondere mit verschiedenen Sämereien und Insekten.

### Wanderfalke(Falco peregrinus)
Erhaltung der offenen Felswände und von Steinbrüchen jeweils mit Höhlen, Nischen und Felsbändern, Erhaltung der Lebensräume ohne Gefahrenquellen wie nicht vogelsichere Freileitungen und ungesicherte Schornsteine sowie Erhaltung störungsfreier oder zumindest störungsarmer Fortpflanzungsstätten während der Fortpflanzung in der Zeit vom 15. Februar bis 30. Juli.

### Wendehals(Jynx torquilla)

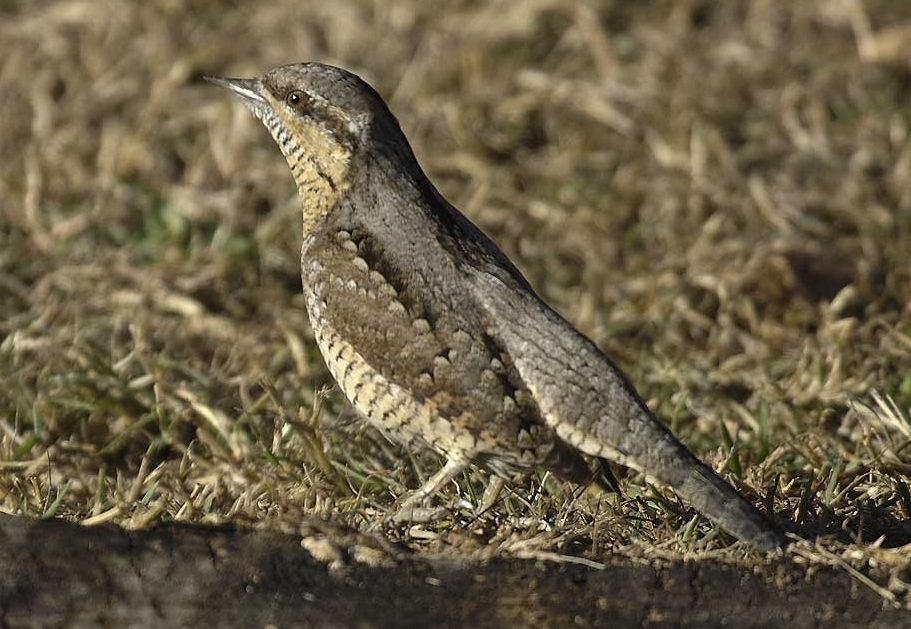
Wendehals

Erhaltung von aufgelockerten Laub-, Misch- und Kiefernwäldern auf trockenen Standorten sowie Auenwäldern mit Lichtungen oder am Rande von Offenland, Erhaltung von extensiv bewirtschafteten Streuobstbeständen, Magerrasen, Heiden und Steinriegel-Hecken-Gebieten, von mageren Mähwiesen oder Viehweiden sowie Feldgehölzen, Erhaltung von zeitlich differenzierten Nutzungen im Grünland, von Altbäumen und Altholzinseln, von Bäumen mit Höhlen, Erhaltung von Randstreifen, Rainen, Böschungen und gesäumten gestuften Waldrändern sowie Erhaltung des Nahrungsangebots, insbesondere mit Wiesenameisen.

### Wespenbussard(Pernis apivorus)
Erhaltung von vielfältig strukturierten Kulturlandschaften, lichten Laub- und Misch- sowie Kiefernwäldern, Feldgehölzen, extensiv genutztem Grünland, Altholzinseln und alten, großkronigen Bäumen mit freier Anflugmöglichkeit, Erhaltung der Magerrasen, Bäumen mit Horsten, Erhaltung des Nahrungsangebots, insbesondere mit Staaten bildenden Wespen und Hummeln sowie Erhaltung störungsfreier oder zumindest störungsarmer Fortpflanzungsstätten während der Fortpflanzungszeit vom 1. Mai bis zum 31. August.

### Wiesenschafstelze(Motacilla flava)
Erhaltung eines Mosaiks aus Ackerflächen mit verschiedenen Feldfrüchten, Erhaltung der Verlandungszonen an Gewässern, Erhaltung von Randstrukturen an Nutzungsgrenzen wie Gras-, Röhricht- und Staudensäume an Weg- und Feldrändern, aber auch von Brachflächen, von zeitlich differenzierten Nutzungen im Grünland, von vereinzelten Büschen, Hochstauden und anderen als Jagd-, Sitz- und Singwarten geeigneten Strukturen, von Sekundärlebensräumen wie aufgelassene Abbaustätten mit vorgenannten Lebensstätten sowie Erhaltung des Nahrungsangebots, insbesondere mit Insekten.